# ゼナイード・ボナパルトとシャルロット・ボナパルト姉妹の肖像
『ゼナイード・ボナパルトとシャルロット・ボナパルト姉妹の肖像』（ゼナイード・ボナパルトとシャルロット・ボナパルトしまいのしょうぞう、仏: Portrait des sœurs Zénaïde et Charlotte Bonaparte, 英: Portrait of the Sisters Zénaïde and Charlotte Bonaparte）は、フランスの新古典主義の巨匠ジャック＝ルイ・ダヴィッドが1821年に制作した二重肖像画である。油彩。ジョゼフ・ボナパルトとジュリー・クラリーの次女ゼナイード・ボナパルト（右）とその妹シャルロット・ボナパルト（左）を描いている。現在はカリフォルニア州ロサンゼルスのJ・ポール・ゲティ美術館に所蔵されている。またローマのナポレオン博物館とヴァール県トゥーロンにあるトゥーロン美術館に複製が所蔵されている。

## 人物
ゼナイード＝レティシア＝ジュリー・ボナパルトとシャルロット＝ナポレオーヌ・ボナパルトは、スペイン国王ホセ1世ことジョゼフ・ボナパルトとマルセイユの裕福な商人エティエンヌ・クラリー（Etienne Clary）の娘ジュリー・クラリーの次女と三女としてそれぞれ1801年と1802年に生まれた。長女のジュリー・ジョゼフィーヌ・ボナパルトは生後2年を経ずに死去している。ワーテルローでの敗戦後、父ジョゼフはアメリカ合衆国に亡命したが、娘たちはブリュッセルに残った。ゼナイードはナポレオンの死の翌年である1822年に叔父リュシアン・ボナパルトの息子で従弟にあたる生物学者・鳥類学者のシャルル・リュシアン・ボナパルトと結婚し、1823年に渡米した。シャルロットは1821年12月から1824年8月までアメリカで父とともに暮らしたのち、1826年にルイ・ボナパルトの次男ナポレオン・ルイ・ボナパルトと結婚したが、1831年に未亡人となった。シャルロットは画家ルイ＝レオポール・ロベールにエングレーヴィングやリトグラフを学び、多くの風景画を描いた。その後シャルロットは1839年に死去した。ゼナイードは妹よりも長く生き、1854年に死去した。

## 作品
ダヴィッドはナポレオンの失脚後、ベルギーのブリュッセルに住んでいたナポレオンの姪にあたるゼナイードとシャルロット姉妹を描いている。姉妹はいずれも頭にティアラを着け、ボナパルト家の紋章である金色の蜂が刺繍された赤いベルベットの長椅子に座っている。そして抱き合いながらアメリカ合衆国に亡命した父ジョゼフ・ボナパルトから送られてきた手紙を読んでいる。手紙は丁寧に折り目が付けられており、手紙に書かれている父ジョセフが居住したペンシルベニア州フィラデルフィアの住所を読み取ることもできる。
ダヴィッドは姉妹の表情と服装を対比的に描くことで、彼女たちが異なる性格をしていることを表現している。姉のゼナイードは短い袖の黒いベルベットのドレスを着ており、背筋を伸ばし自信に満ちた様子で座り、優雅な印象を与える。妹のシャルロットを守るように座りながら、率直に鑑賞者を見つめている。シャルロットは姉の陰に隠れるように座りながら、恥ずかしそうな上目遣いで鑑賞者を見上げている。この態度はシャルロットの内気で控えめな印象を与え、控えめな灰色がかった青のシルクのドレスは、彼女の態度によく合っている。彼女の長袖のドレスはゼナイードのドレスよりも控えめである。
トゥーロン美術館のバージョンでは長椅子に刺繍された文様は蜂ではなく五角形の模様となっている。
ダヴィッドがジュリー・クラリーに渡した署名入りの領収書によると、ダヴィッドはオリジナルである本作品に4,000フラン、2点の複製に1,000フランの報酬を得た。

## 来歴
姉妹の肖像画はジョゼフ・ボナパルトが1844年に死去したのちにゼナイードに相続された。そしてゼナイードが1854年に死去すると、娘のジュリー・シャルロット・ゼナイード・ポリーヌ・レティシア・デジレ・バートロミー・ボナパルト（Julie Charlotte Zénaïde Pauline Laetitia Désirée Bartholomée Bonaparte）、1900年に息子のロッカジョヴィーネ侯爵（Marchese di Roccagiovine）に相続された。その後、肖像画は1938年にスイスの個人所有者の手に渡り、1986年にウィルデンシュタイン&カンパニーに売却され、さらにJ・ポール・ゲッティ美術館に売却された。

## ギャラリー

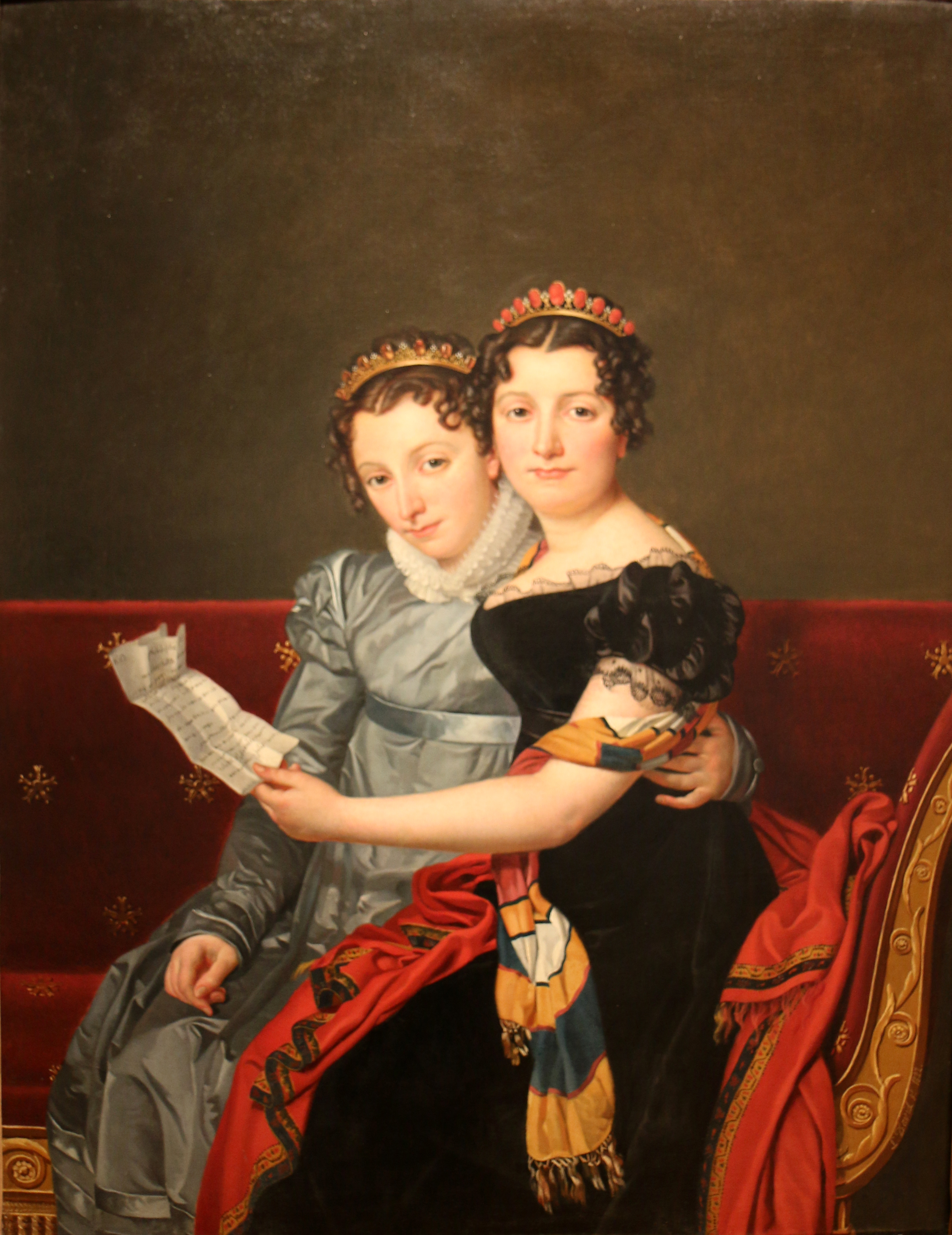
トゥーロン美術館（フランス語版）のバージョン